# Активное избирательное право
Акти́вное избира́тельное пра́во — право граждан участвовать в выборах главы государства и представительных органов власти (парламента, муниципалитета и так далее) в качестве избирателя. Сегодня во многих странах мира активным избирательным правом обладают все совершеннолетние граждане, независимо от рода занятий, социального положения, образования и др. В некоторых государствах имеются ограничения активного избирательного права (например, возрастной ценз: в Греции — 20 лет, в Малайзии, Боливии и других — 21 год; образовательный ценз — в Таиланде, Кувейте; ценз оседлости — в Эстонии, Ботсване).
В Российской Федерации предоставляется всем гражданам страны, достигшим 18 лет, кроме признанных судом недееспособными или содержащихся в местах лишения свободы по приговору суда.
В некоторых странах (например, в Бразилии) избирательное право сформулировано как избирательный долг — неучастие в выборах может приводить к наказанию (штрафу и лишению ряда гражданских прав).